# Temnomastax beni
Temnomastax beni är en insektsart som beskrevs av Rehn, J.A.G. och J.W.H. Rehn 1942. Temnomastax beni ingår i släktet Temnomastax och familjen Eumastacidae. Inga underarter finns listade i Catalogue of Life.